# Дойл, Майкл
Майкл Дойл (англ. Michael Doyle; 8 августа 1981, Дублин, Ирландия) — ирландский футболист, полузащитник.

## Клубная карьера

### Начало карьеры
Майкл Дойл начинал свою карьеру в футбольном клубе «Селтик» в 1998 году. Почти сразу он был отдан в датский футбольный клуб «Орхус», где полузащитник отыграл 22 матча и забил 4 мяча. Сразу после окончания аренды Майкл Дойл покинул «Селтик».

### «Ковентри Сити»
Переход в футбольный клуб «Ковентри Сити» стал для футболиста началом серьезной карьеры. Дебют Майкла состоялся в матче против «Питерборо Юнайтед» в августе 2003 года. Первый гол был забит в матче с «Ипсвич Таун», который закончился со счетом 1-1. На протяжении нескольких лет Майкл Дойл стабильно играл в основном составе. Однако, в 2009 году, когда его клуб подписал нового полузащитника Сами Клингана, Дойл был вынужден уйти в аренду в «Лидс Юнайтед». С первых дней своего пребывания в новой команде полузащитник, также как и в с воем прошлом клубе, регулярно попадал в стартовый состав команды. Вместе с Дойлом команда из города Лидс смогла пробиться в Чемпионшип, заняв 3-е место в своей лиге. После окончания срока аренды Саймон Грейсон, занимавший тогда пост главного тренера команды, не стал оставлять полузащитника у себя и Дойл вернулся в «Ковентри Сити». Пока Майкл был в аренде, в клубе сменился главный тренер. Эту должность теперь занимал Эйди Бутройд, который вернул полузащитника в основной состав команды. Снова проведя некоторое время в «Ковентри Сити», Майкл понял, что год, проведенный «Лидс Юнайтед», был лучшим этапом в его жизни.

### «Шеффилд Юнайтед»
В январе 2011 года Майкл Дойл перешёл в команду «Шеффилд Юнайтед». Дебютировал он в матче с «Лестер Сити», который был проигран со счетом 1-0. Он постоянно появлялся в основном составе, но его игра не могла помочь клубу покинуть зону вылета из лиги. Став лидером команды, он получил капитанскую повязку и в новом статусе забил первый гол в январе 2012 года в матче против «Йовил Таун». В сентябре 2012 года Майкл Дойл заключил трехлетний контракт с клубом до 2015 года.

### «Портсмут»
В июле 2015 года Майкл Дойл перешёл в команду «Портсмут».

## Карьера в сборной
В 2006 году Майкл Дойл дебютировал в составе сборной Ирландии. Однако это была его первая и последняя игра за национальную команду. В 2007 году он сыграл один матч за Вторую сборную Ирландии по футболу.

## Достижения
- Переход команды в Чемпионшип — «Лидс Юнайтед» — 2009/10
- Игрок года 2004/05 в «Ковентри Сити»

## Клубная статистика
| Клуб                       | Сезон                      | Чемпионат | Чемпионат | Кубок | Кубок | Кубок Лиги | Кубок Лиги | Трофей Футбольной Лиги | Трофей Футбольной Лиги | Прочее | Прочее | Итого | Итого |
| Клуб                       | Сезон                      | Игры      | Голы      | Игры  | Голы  | Игры       | Голы       | Игры                   | Голы                   | Игры   | Голы   | Игры  | Голы  |
| -------------------------- | -------------------------- | --------- | --------- | ----- | ----- | ---------- | ---------- | ---------------------- | ---------------------- | ------ | ------ | ----- | ----- |
| Ковентри Сити              | 2003/04                    | 40        | 5         | 5     | 1     | 2          | 0          | —                      | —                      | —      | —      | 47    | 6     |
| Ковентри Сити              | 2004/05                    | 44        | 2         | 2     | 0     | 3          | 1          | —                      | —                      | —      | —      | 49    | 3     |
| Ковентри Сити              | 2005/06                    | 40        | 0         | 3     | 0     | 2          | 0          | —                      | —                      | —      | —      | 49    | 0     |
| Ковентри Сити              | 2006/07                    | 40        | 3         | 2     | 0     | —          | —          | —                      | —                      | —      | —      | 42    | 3     |
| Ковентри Сити              | 2007/08                    | 42        | 7         | 3     | 0     | 4          | 0          | —                      | —                      | —      | —      | 49    | 7     |
| Ковентри Сити              | 2008/09                    | 37        | 2         | 5     | 1     | 2          | 0          | —                      | —                      | —      | —      | 44    | 3     |
| Лидс Юнайтед (аренда)      | 2009/10                    | 42        | 0         | 6     | 0     | 3          | 0          | 1                      | 0                      | —      | —      | 52    | 0     |
| Ковентри Сити              | 2010/11                    | 17        | 3         | 5     | 1     | 2          | 0          | —                      | —                      | —      | —      | 24    | 3     |
| Всего за «Ковентри Сити»   | Всего за «Ковентри Сити»   | 264       | 22        | 25    | 3     | 15         | 1          | 0                      | 0                      | 0      | 0      | 304   | 25    |
| Шеффилд Юнайтед            | 2010/11                    | 16        | 0         | —     | —     | —          | —          | —                      | —                      | 0      | —      | 16    | 0     |
| Шеффилд Юнайтед            | 2011/12                    | 43        | 3         | 4     | 0     | 2          | 0          | 2                      | 0                      | 3      | 0      | 54    | 3     |
| Шеффилд Юнайтед            | 2012/13                    | 43        | 3         | 4     | 0     | 1          | 0          | 2                      | 0                      | 2      | 0      | 52    | 3     |
| Шеффилд Юнайтед            | 2013/14                    | 40        | 2         | 6     | 0     | 1          | 1          | 1                      | 0                      | —      | —      | 48    | 3     |
| Шеффилд Юнайтед            | 2014/15                    | 43        | 1         | 5     | 0     | 7          | 0          | 1                      | 0                      | —      | —      | 56    | 1     |
| Всего за «Шеффилд Юнайтед» | Всего за «Шеффилд Юнайтед» | 188       | 9         | 18    | 0     | 11         | 1          | 6                      | 0                      | 5      | 0      | 223   | 10    |
| Портсмут                   | 2015/16                    | 44        | 2         | 4     | 0     | —          | —          | —                      | —                      | 2      | 0      | 50    | 2     |
| Портсмут                   | 2016/17                    | 11        | 0         | 0     | 0     | 0          | 0          | 0                      | 0                      | 0      | 0      | 11    | 0     |
| Всего за «Портсмут»        | Всего за «Портсмут»        | 55        | 2         | 4     | 0     | 0          | 0          | 0                      | 0                      | 2      | 0      | 61    | 2     |
| Всего за карьеру           | Всего за карьеру           | 549       | 33        | 53    | 3     | 29         | 2          | 7                      | 0                      | 7      | 0      | 646   | 37    |

(откорректировано по состоянию на 1 октября 2016)